# خط دروجبا

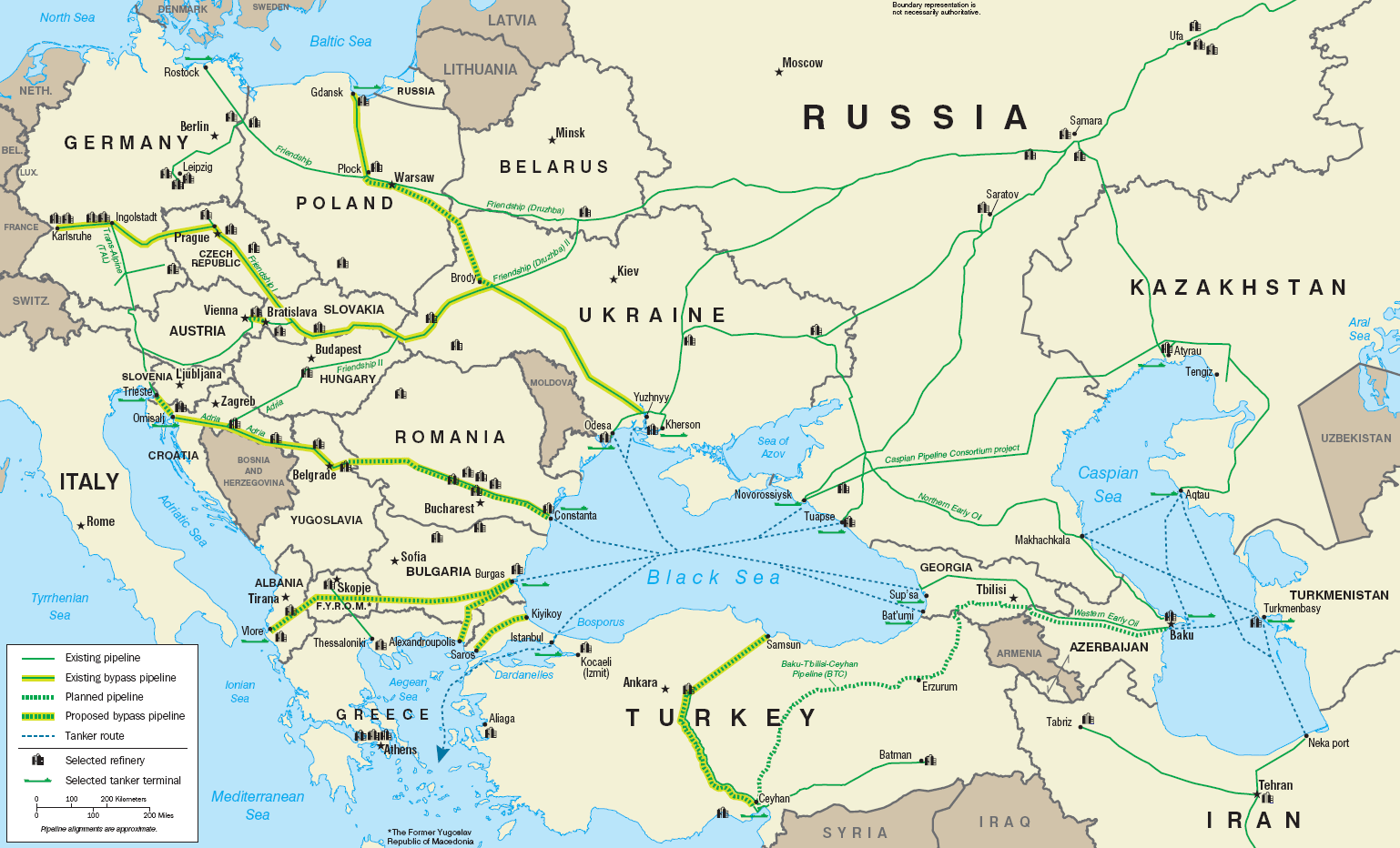
خريطة للأنبيب في أروبا

خط أنابيب دروجبا (بالروسية: нефтепровод «Дружба»، ويشار له أحيانا باسم خط أنابيب الصداقة) هو أطول خط أنابيب في العالم، وهو أكبر خط أنابيب في العالم لا يزال يعمل إلى الآن.